# Sharleen Spiteri
Sharleen Eugene Spiteri (Glasgow, 1967. november 7.) skót énekesnő. A Texas nevű együttesben szerepelt, majd 2008-ban szóló karrierbe kezdett.

## Élete
Apja Eddie, tengerész, anyja Vilma pedig énekesnő. Sharleen máltai, ír, olasz származású. Fiatal korában családjával a Dunbartonshire-i Balloch-ba költözött. Az ottani iskolában kapta a Spit the Dog becenevet.
Sharlene társalapítója a Texas nevű együttesnek. 2008. július 6-án jelent meg első szóló kislemeze All the Times I Cried címmel, amely a brit listákon a #47 helyen nyitott, majd a következő héten a dal a 26. helyre emelkedett. A Melody című album 2008. július 14-én látott napvilágot.
Valamint a Rammstein zenekarral is dolgozott együtt a Stirb nicht vor mir című számon, amiben Sharleen angolul énekelt, míg Till Lindemann, a Rammstein énekese németül.
Sharleen az Arena magazin szerkesztőjének, Ashley Heath-nek az élettársa. A párnak 2002. szeptember 9-én született lánya, Misty Kyd, aki Clint Eastwood Play Misty for Me és Billy the Kid című filmjei után kapta a nevét.

## Diszkográfia

### Albumok
- Melody (2008)

### Kislemezek
- All The Times I Cried
- Don't Keep Me Waiting
- Stop I Don't Love You Anymore
- It Was You

## Fordítás
Ez a szócikk részben vagy egészben  a   Sharleen Spiteri című angol Wikipédia-szócikk fordításán alapul.  Az eredeti cikk szerkesztőit annak laptörténete sorolja fel. Ez a jelzés csupán a megfogalmazás eredetét és a szerzői jogokat jelzi, nem szolgál a cikkben szereplő információk forrásmegjelöléseként.

## Külső hivatkozások
- Hivatalos honlap Archiválva 2016. június 4-i dátummal a Wayback Machine-ben